# Sant Salvador del Coll de l'Aguda
Santo Salvador del Collado de la Aguda es una iglesia románica del municipio de Torà, en la comarca de Segarra. Es un monumento protegido e inventariado dentro del Patrimonio Arquitectónico Catalán

## Descripción

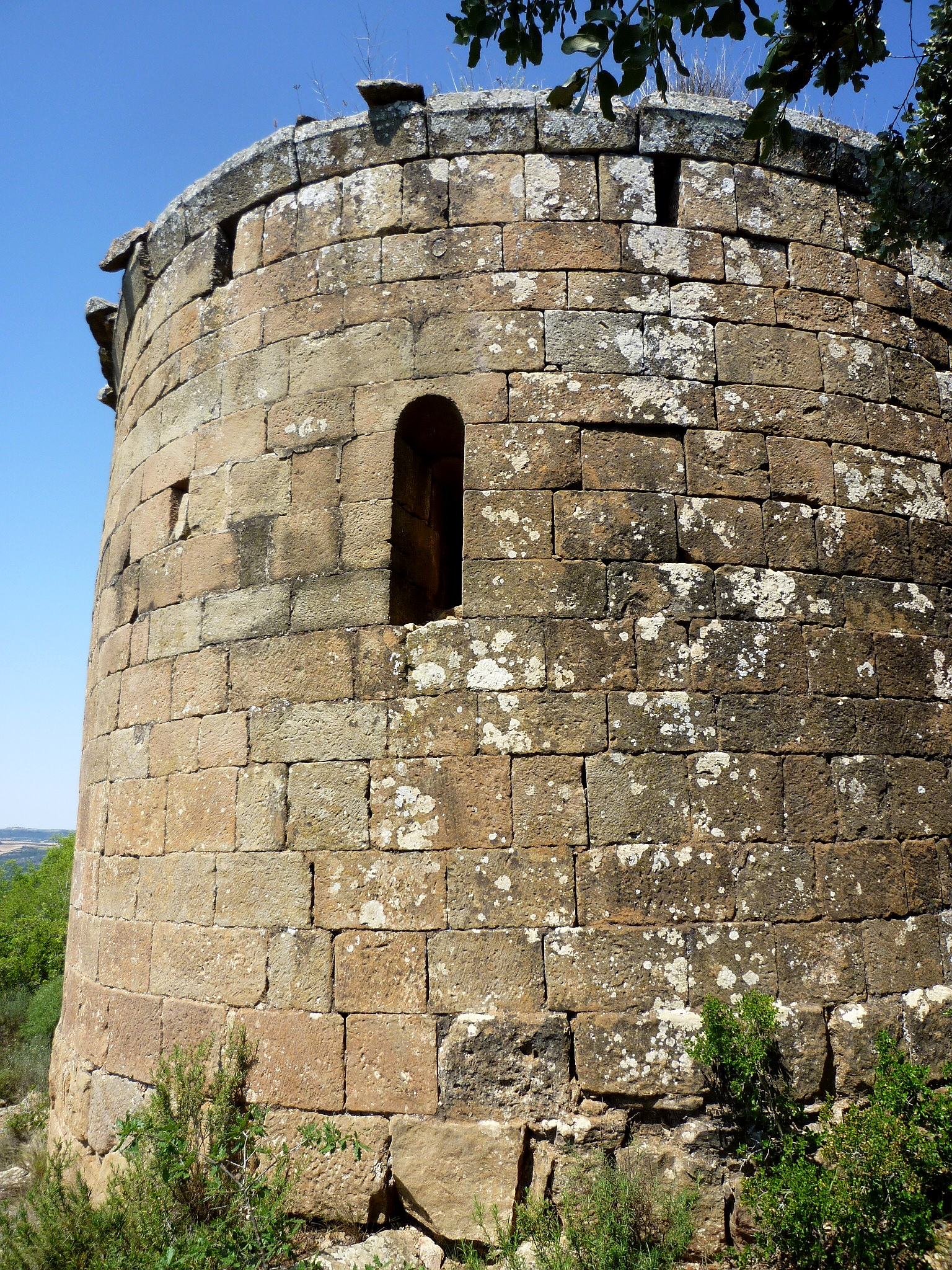
Ábside

Ermita de planta rectangular de una sola nave con un ábside semicircular muy pronunciado a levante y restos de un campanario de espadaña de un solo ojo al oeste. Está orientada de este a oeste, a pesar de que accedemos en el interior de esta a través de una puerta de arco de medio punto dovelada que se abre al muro de mediodía. En el interior podemos observar una vuelta ligeramente apuntada y un presbiterio elevado con un muro recto que cierra el ábside semicircular, para aprovecharlo como espacio para la sacristía. El interior de esta ermita, incluso la vuelta, se encuentra pintado de color blanco, a excepción de una franja de un metro que arranca desde tierra que está pintada de color gris. A la parte del altar se ha jugado con el color celeste y el amarillo que simula las molduras de una hornacina también pintada. Las únicas fuentes de luz que iluminan el interior de la ermita son: una ventana de dos derrames de arco de medio punto monolítico que se encuentra en el centro del ábside y una apertura en forma de cruz al muro de ponente. Al exterior podemos observar el menaje regular con hiladas de sillares de piedra y un tejado a dos aguas.
Se encuentra en unos 400 metros de la iglesia de Santa María de la Aguda en dirección a levante. Se encuentra en muy buen estado de conservación.

## Noticias históricas
Debido a la desamortización la iglesia se vendió por 80 pesetas a un labrador que utilizó el edificio como almacén de las herramientas de cultivo. El año 1856, se hacen obras en la iglesia. Del interior quedaban sólo las paredes desnudas. Se ponen nuevas puertas, asientos, armarios y se abastece la iglesia de todo el menaje litúrgico. Destaca la barandilla del presbiterio que costó 12 libras, 2 sueldos y 13 dinero. El día 3 de agosto se bendice la nueva imagen de Santo Salvador. El edificio también se restauró después de la Guerra Civil. Actualmente está sin culto.